# تشارك (خورموج)
تشارك (بالفارسية: چارک) هي قرية تقع في إيران في قسم خورموج الريفي. يقدر عدد سكانها بـ 738 نسمة بحسب إحصاء 2016.